# Тінія

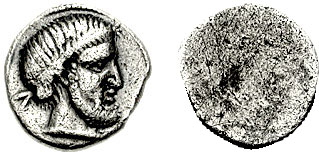
Тінія на Римському Асі з Етрурії

Тінія (також Тін, Тінс або Тіна) — найвищий бог в етруській міфології. Він був чоловіком Тални або Уні. Від Уні у нього народилась Геркле, а з його голови  народилась Менрва.
Римський вчений-енциклопедист Марк Теренцій Варрон згадував Тінія, як верховного бога етрусків  «deus Etruriae princeps».

## Атрибути
Атрибутами Тінія, як і Юпітера, є блискавки і Жезл Сили, його завжди супроводжує орел, іноді його голову прикрашає вінок із плюща.
За етруськими віруваннями всього було одинадцять видів блискавок, з яких трьома, як верховний бог грому, володів Тінія. Блискавки Тінія тримає в своїх руках. На свій розсуд він міг використовувати два типи блискавок: ті, що дають удачу і ті, що  попереджують. Щоб застосувати третій тип блискавок, що руйнують, йому необхідно було отримати узгоджений дозвіл богів. Етруски вірили в Дев'ять Великих Богів, що мали силу метати блискавки; римляни їх називали  Новенсілей.

## Функції

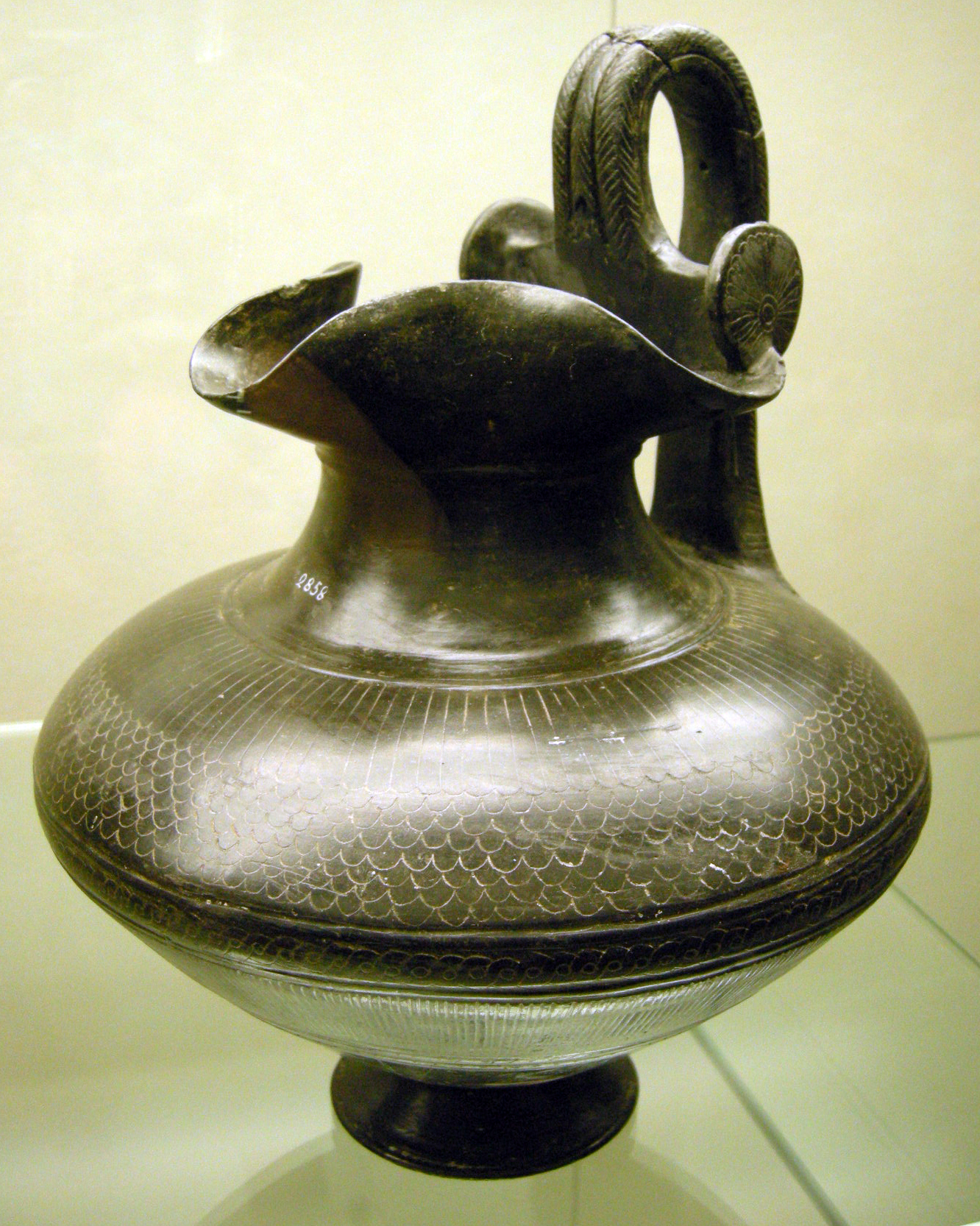
Буккеро. Етруська кераміка

Тінія був богом неба, верховним богом-громовержцем і найвищим богом, богом-батьком в етруській міфології, рівноцінний римському Юпітеру і грецькому Зевсу.
Ім'я Тінія є етруським, наряду з іншими богами етруського походження, таких як Вейя, Туран і т. д., і походить від етруського tin, що означає день. Це підтверджує початкову асоціацію цього божества з денним світлом.
З 5 століття до н. е. Тінія, Менрва та Уні являли собою потужну божественну тріаду, і кожне місто Етрурії мало храми на їхню честь.
Одночасно з функціями бога-громовержця і повелителя погоди Тінія виконував і роль хтонічного  божества, пов'язаного з родючістю і загробним світом. В цій якості Тінія конкурував, або частково злився з божеством Вертумн, що має італійське походження.
Тінію іноді представляли сидячи, з бородою, а іноді стоячи і без бороди.
З Тарквінії та її території (Ференто) приходять найдавніші жертовні написи для Тінія, зроблені на елементах буккеро (італ. Bucchero — тип чорної та блискучої кераміки).

## Написи та зображення
Тінія фігурує в кількох написах, серед яких:
- Килик (чаша для пиття), створений Олтосом (приблизно 500 р. до н.е.):

Itun turuce venel atelinas Tinas cliniiaras

(Це було дано Венелем Ателіном для синів Тіна (тобто: Діоскурів)).
- На лапі бронзової  Химери з Ареццо:

Tinscvil
(Подарунок для Тінія)
- Зображення Тінія зустрічаються на бронзових дзеркалах, де він представлений в сценах, подібних до міфів про Зевса[8].

Спочатку до елінізації італійського регіону Тінія зображувався молодим юнаком без бороди (характерний образ вегетативних божеств), починаючи з 5 століття його образ змінюється в бік літнього чоловіка з густою і пишною бородою, відповідно грецькому Зевсу. В цей же починається процес перенесення міфів, пов'язаних з Зевсом, на Тінія.